# Chips (perro)
Chips (1940-1946) fue un perro centinela entrenado por el Ejército de los Estados Unidos, y posiblemente el perro de guerra más condecorado de la Segunda Guerra Mundial. Chips era una mezcla de pastor alemán, collie y malamute, propiedad de Edward J. Wren de Pleasantville (Nueva York). Fue criado por C.C. Moore, y era hijo de Margot Jute, mitad collie, mitad pastor alemán, y de Husky, un malamute.

## Biografía
C.C. Moore entregó a Chips a la familia Wren. Chips se encariñó inmediatamente con la hija de Wren, Gail, al punto de que a menudo se lo veía siguiéndola a la escuela todos los días y acostándose debajo de su escritorio. Durante el tiempo de juego con otros niños, se sabía que Chips intervenía, protegiendo a las niñas si pensaba que estaban en peligro.
Durante la guerra, ciudadanos privados como Wren donaron sus perros para el servicio. Chips fue enviado en 1942 al Centro de Entrenamiento de Perros de Guerra, en Front Royal, para entrenarse como perro centinela. Fue uno de los cuatro perros asignados a la 3.ª División de Infantería en el Norte de África, Sicilia, Italia, Francia y Alemania. Su adiestrador era el soldado John P. Rowell. Chips sirvió como perro centinela en la conferencia Roosevelt-Churchill en 1943. El 10 de julio de 1943, Chips y su adiestrador quedaron inmovilizados en la playa por un equipo de ametralladoras italiano. Chips se separó de su adiestrador y saltó al búnker, atacando a los artilleros. Los cuatro soldados italianos se vieron obligados a abandonar el fortín y se rindieron a las tropas estadounidenses. "Hubo muchísimo ruido", dijo Rowell. "Entonces vi a un tipo salir por la puerta con Chips en la garganta. Lo llamé antes de que pudiera matar al hombre". En la pelea, sufrió una herida en el cuero cabelludo y quemaduras por fogonazos de pólvora. Ese mismo día, ayudó a tomar prisioneros a diez italianos.
Por sus acciones durante la guerra, fue galardonado con la Cruz por Servicio Distinguido, con la Estrella de Plata, y con el Corazón Púrpura. Sin embargo, estas condecoraciones fueron revocadas posteriormente debido a una política del ejército que impedía la condecoración oficial de animales. Su unidad le otorgó extraoficialmente una cinta de teatro con una punta de flecha por un desembarco de asalto y estrellas de servicio por cada una de sus ocho campañas.
En 2018, Chips recibió póstumamente la Medalla Dickin por su comportamiento durante la guerra. En 2019, Chips recibió póstumamente la Medalla al Valor de Animales en Guerra y Paz.